# ريوهي كوايكي
ريوهيإي كوإيكي (باليابانية: 小池 良平) (24 أغسطس 1980 في شيزوكا في اليابان – )؛ هو لاعب كرة قدم ياباني سابق كان يلعب كلاعب وسط.

## وصلات خارجية
- ريوهي كوايكي على موقع رابطة كرة القدم اليابانية للمحترفين (اليابانية)